# Casey Point
Der Casey Point ist ein schmalgratiger Felssporn im ostantarktischen Mac-Robertson-Land. Er ragt zwischen dem Sheraton-Gletscher und dem Arriens-Gletscher im Mawson Escarpment auf.
Kartiert wurde er anhand von Luftaufnahmen der Australian National Antarctic Research Expeditions (ANARE) der Jahre 1956, 1960 und 1973. Das Antarctic Names Committee of Australia (ANCA) benannte ihn nach John Newbery Casey (* 1927), stellvertretender Direktor des Büros für Mineralressourcen, Geologie und Geophysik des Ministeriums für Mineralien und Energie Australiens in Canberra.